# Multimedio SRT
Los Servicios de Radio y Televisión de la Universidad Nacional de Córdoba, también conocido como SRT Media es una empresa de medios de comunicación de la provincia de Córdoba, Argentina integrado por la Universidad Nacional de Córdoba y la Municipalidad de Bell Ville.
Es uno de los propietarios de los principales medios de comuncación de la provincia como LV 80 TV Canal 10, Canal U, Más que música FM y Radio Universidad.
Sus estudios de televisión se encuentran en el barrio Marqués de Sobremonte y tiene equipo satelital en la Ciudad Universitaria de Córdoba. Los SRT representan el principal grupo de medios públicos del interior de Argentina, con una audiencia distribuida en seis provincias.
Actualmente, el canal universitario abierto retransmite contenidos educativos y periodísticos de las señales nacionales como la Televisión Pública y Canal Encuentro. Como dato significativo, desde 2009 amplió de 2,5 a 6 la cantidad de horas de programación dedicadas a los servicios informativos de producción propia.
Canal 10 también participa activamente en el Consejo Federal de la Televisión Pública que tuvo un importante rol en las discusiones que llevaron a la aprobación de la nueva Ley de Servicios de Comunicación Audiovisual.

## Historia
El inicio de la historia de los SRT se remonta a 1958, con el traspaso de Radio Splendid a la órbita de la Universidad Nacional de Córdoba. El 23 de abril de 1958, pocos días antes de entregar el gobierno al Dr. Arturo Frondizi, el general Aramburu firmó el decreto (Decreto Ley N.º 5753/58) por el que se transfería la filial local de Radio Splendid a la Universidad Nacional de Córdoba, la casa de altos estudios más antigua del país que en el 2013 cumplió 400 años.
Era rector entonces el doctor Pedro León, quien puso al frente de LW1 a Félix Garzón Maceda, quien ejerció el cargo de director durante varios años y volvió a la empresa, 40 años después para ocupar el cargo de presidente de Directorio entre julio y octubre de 1998.

### Nace la radio
Así fue como el 27 de abril de 1958 a las 12:00 (UTC -3), los locutores Mabel López y José González ponían en el aire la primera transmisión de la nueva radio (Radio Universidad) para Córdoba y el centro del país.
La empresa de los SRT, hasta 1988 producía la rentabilidad suficiente para autofinanciarse, producto de la venta de espacios publicitarios, e inclusive en algunos casos colaborar con la Universidad Nacional de Córdoba.
En 1989, con la asunción del gobierno de Carlos Saúl Menem y la implementación en el país de políticas neoliberales, empezó a tomar más fuerza la idea de la privatización. La Universidad se manifestó en varias oportunidades a favor de mantener los SRT en el ámbito de la UNC (Resolución del HCS 214/89) conforme a la Declaración del Honorable Consejo Superior de marzo de 1996 y ratificada en julio de 1998.

### Nace el canal
Con el esfuerzo conjunto de autoridades y empleados, el 11 de mayo de 1962 se inauguró el canal con la primera transmisión: se trató de un concierto en vivo de Ruggiero Ricci, italoestadounidense intérprete de Niccolo Paganini. Así nacía entonces, formalmente, el complejo Multimedio SRT.

### Nace la segunda radio
El 28 de mayo de 1979 se incorpora el segundo medio radial: la emisora de frecuencia modulada FM 102.3 MHz, actualmente llamada Más que música, la emisora de mayor cobertura del interior del país gracias a su red de repetidoras.
Aunque Canal 10 ocupó casi siempre el edificio actual del predio del barrio Marqués de Sobremonte, en sus inicios funcionó en el viejo Pasaje Muñoz, en el centro de la ciudad, donde funcionaban las emisoras. Radio Universidad (AM 580 kHz/FM 88.5 MHz) y Más que música (FM 102.3 MHz) se trasladaron en mayo de 1994 en el barrio mismo, desde donde transmiten actualmente.

### Canal de noticias
El 1 de junio de 2011, los SRT incorporaban una nueva señal, Cba24N, el único canal digital del interior del país que transmitía noticias.
La nueva señal de noticias producida desde la misma planta de LV 80 TV Canal 10, se enlazaba con un sistema de microondas a la antena de la Empresa Argentina de Soluciones Satelitales (Arsat) ubicada en el Cerro Mogote. Desde allí se emitía la señal de Cba24N, que puede verse mediante la conexión al decodificador digital en el Canal 31.
Canal 10, las dos Radios, la señal digital universitaria y el portal web conforman así los medios más pluralistas del interior del país, por sus frecuencias, alcances y la notable ventaja comercial que significa poder pautar la difusión de un producto o servicio en varios medios de comunicación simultáneamente, dándole así mayor efectividad al mensaje.
La señal digital Cba24N culminó sus transmisiones el 9 de abril de 2018 para ser reemplazado a Canal U.

### El multimedio móvil
En octubre de 2018 lanzó la aplicación móvil SRT Play donde se ven avisos de noticias breves, grillas de programación diarias, contenidos en vivo de las señales Canal 10 y Canal U y escuchando en directo a través las emisoras Radio Universidad (AM/FM) y FM Más que música.

## El multimedio
Desde el año 1958 hasta 1972, los medios estuvieron bajo la órbita directa de la Universidad Nacional de Córdoba, organizados como una dependencia más, pero los requerimientos legales para poder vender publicidad, comercializar sus espacios y de este modo, generar ingresos genuinos para poder mantenerse en funcionamiento, exigieron que se constituyera como una sociedad anónima, lo que se concretó el 22 de diciembre de 1972.
Los Servicios de Radio y Televisión (SRT) fueron creados en 1972 por resolución de la Universidad Nacional de Córdoba y son continuidad de los servicios de Radio y Teledifusión constituidos en ámbito universitario como una sociedad anónima con participación estatal mayoritaria. (Contemplada en el art. 108 y siguientes de la Ley de Sociedades Comerciales 19.550).
Se trata de una sociedad anónima, cuyo paquete accionario está compuesto en un 99,41% por la Universidad Nacional de Córdoba y el 0,59 por ciento le corresponde al accionista minoritario, la Municipalidad de Bell Ville. Así, institucionalmente depende de la UNC, y en lo comercial, compite con los otros medios de comunicación audiovisual de la ciudad de Córdoba, en la venta de sus productos y espacios publicitarios.
Entre sus coberturas más destacadas de los últimos tiempos figuran las transmisiones del Juicio a Menéndez I y II, coberturas que le valieron el reconocimiento del Concejo Deliberante de la ciudad de Córdoba.
En el marco de un plan de modernización de estaciones repetidoras que apunta a mejorar la recepción de la señal en el interior de Córdoba, durante 2010 se puso en funcionamiento nuevos equipos en localidades de San Francisco, Villa Nueva, Santa Rosa de Calamuchita y Bell Ville.

## Medios de los SRT

### Televisión

##### Canales de televisión
Estos son los canales del Multimedio SRT:
| Logo | Nombre   | Indicativo | Fundación          | Ciudad de la licencia | Programación |
| ---- | -------- | ---------- | ------------------ | --------------------- | --- |
|      | Canal 10 | LV 80 TV   | 11 de mayo de 1962 | Córdoba               | Retransmite cierta parte de la programación de Televisión Pública de Buenos Aires. También posee programación local, entre los que se destacan el noticiero Ahora Noticias, Fuerte y claro y Siempre al 10. |
|      | Canal U  | (-)        | 9 de abril de 2018 | Córdoba               | Documentales y series |

### Radio

##### Emisoras de radio
Estas son las emisoras del Multimedio SRT.
| Logo | Nombre            | Emisora        | Indicativo | Fundación           | Ubicación | Programación    |
| ---- | ----------------- | -------------- | ---------- | ------------------- | --------- | --------------- |
|      | Radio Universidad | AM 580 FM 88.5 | LW1        | 27 de abril de 1958 | Córdoba   | Generalista     |
|      | Más que musica    | FM 102.3       | (-)        | 28 de mayo de 1979  | Córdoba   | Entretenimiento |

### Página web

##### Medio digital
Este es el portal del Multimedio SRT.
| Nombre | Portal                      |
| ------ | --------------------------- |
| Cba24N | Noticias locales de Córdoba |